# ونسیم
این نرم‌افزار نوعی ابزار گرافیکی مدل‌سازی در مسائل منابع آب و همچنین انواع تحلیل‌های کمی سیستم‌های پویا با درنظر گرفتن سیگنال‌های تأثیر گذار بروی سیستم و بررسی کمی و علی و معلولی سیگنال هااست. Vensim قادر به مجسم نمودن، پردازش، شبیه‌سازی، تحلیل و بهینه‌سازی مدل‌های مربوط به سیستم‌های پویا (dynamic) در منابع آب و حتی فراتر (انواع سیستم‌ها با سیگنال‌های با توابع رشد و کاهش مختلف است. VENSIM به گونه ای ساده و انعطاف‌پذیر امکان شبیه‌سازی مدلهای داری حلقه (loop) و نمودار جریان (Flow Diagram) را فراهم می‌نماید. در این نرم‌افزار روابط بین متغیرهای سیستم از طریق اتصال کلمات به وسیله فلشها معرفی و تعریف می‌شود. پس از تعریف روابط فوق و ساخته شدن مدل، کلیه جوانب مربوط به رفتار سیستم قادر به شبیه‌سازی خواهد بود. این نرم‌افزار محصول مؤسسه Ventana Systems می‌باشد.عنوان پیوند
درس تحلیل سیستمها از دروس تخصصی مهندسی صنایع در سطح کارشناسی به‌طور مفصل روی انواع سیستم‌ها متمرکز می‌شود و رفتارهای سیستم‌های یکنواخت نمایی مدل‌های تاخیردار (مثلثاتی) و غیره و انواع روابط علی افزایشی و کاهشی را بررسی می‌نماید که قابل اجرا در نرم‌افزار منسیم می‌باشد. از نرم‌افزارهای دیگر در بخش منابع آب می‌توان به نرم‌افزار ویپ (WEAP)، نرم‌افزار RIBASIM، نرم‌افزار MODSIM و… اشاره نمود.

## مراحل شبیه‌سازی سیستم منابع آب بااستفاده از نرم‌افزار VENSIM
1. تهیه ساختار مدل: تعریف متغیرهای سیستم و اتصالات و روابط بین متغیرهای مذکور (شامل متغیرهای ورودی، خروجی و کمکی)
2. تهیه فایل محتوی متغیرهای ورودی: این فایل با فرمت (xls) در نرم‌افزار (excel) که قابل تعریف برای VENSIM می‌باشد.
3. اجرا نمودن و شبیه‌سازی مدل
4. انتقال خروجی مدل از حالت vdf به فرمت xls و تجزیه و تحلیل نتایج خروجی.